# Духовная, Людмила Семёновна
Людмила Семёновна Духовная (азерб. Lyudmila Semyonovna Duxovnaya; род. 23 октября 1944 года, Баку, Азербайджанская ССР, СССР) — советская и азербайджанская актриса театра и кино. Народная артистка Азербайджана (1991).

## Биография
В 1965 году окончила Бакинский театральный институт им. М. А. Алиева.
Служит в Азербайджанском государственном академическом русском драматическом театре им. Самеда Вургуна с 1964 года по настоящее время.
Сыграла более 120 ролей. Имеет дочь Фатиму Ибрагимбекову и трёх внуков.

## Награды и премии
- Орден «Слава» (23 октября 2019 года) — за заслуги в развитии театрального искусства в Азербайджане[1].
- Народная артистка Азербайджана (22 мая 1991 года)  — за заслуги в развитии азербайджанского советского театрального искусства[2].
- Заслуженная артистка Азербайджанской ССР (10 января 1978 года)  — за заслуги в развитии советского театрального искусства[3].
- Лауреат театральной премии «Золотой Дервиш» (1996).
- Лауреат премии «Humay» (2005).
- Дипломант Первого международного радио-фестиваля «Театр у микрофона» Союза театральных деятелей России и радиокомпании «Голос России» (2010).
- Российская национальная актёрская премия имени Андрея Миронова «Фигаро» в номинации «За служение русскому репертуарному театру» (2016).
- Персональная пенсия Президента Азербайджанской Республики (1 апреля 2005 года)[4].

## Избранные роли в театре
- 1965 — «Снимается кино» Э. Радзинский, реж. М. Ашумов, Блондинка
- 1968 — «Бал воров» Ж. Ануй, реж. Г. Дроздов, Жюльета
- 1968 — «Человек и джентльмен» Э. Де Филиппо, реж. М. Л. Рехельс, Биче
- 1969 — «Час пик» Е. Ставинский, реж. Э. Бейбутов, Божена
- 1969 — «Зачем ты живешь?» И. Касумов, Г. Сеидбейли, реж. Г. Гюальахмедова-Мартынова, Лейла
- 1969 — «Соловьиная ночь» В. Ежов, реж. Д. Селимова, Ниночка, Зизи
- 1969 — «Кто придет в полночь» М. Ибрагимбеков и Р. Ибрагимбеков, реж. Г. Дроздов, Рена
- 1970 — «Остановиться, оглянуться» Л. Жуховицкий, реж. Э. Бейбутов, Ленка Волкова
- 1970 — «Преступление и наказание» Ф. М. Достоевский, реж. Д. Селимова, Дуня
- 1971 — «Валентин и Валентина» М. М. Рощин, реж. Г. Гюльахмедова-Мартынова, Валентина
- 1973 — «Самый последний день» Б. Васильев, реж. Э. Алиев, Алка
- 1974 — «Своей дорогой» Р. Ибрагимбеков, реж. Э. Бейбутов, Аня
- 1974 — «Берега и судьбы» Н. Хазри, реж. Э. Бейбутов, Танзиля
- 1976 — «Прошлым летом в Чулимске» А. Вампилов, реж. Э. Бейбутов, Валентина
- 1977 — «Отелло» У. Шекспир, реж. Г. Гюльахмедова-Мартынова, Эмилия
- 1977 — «Дом на песке», Р. Ибрагимбеков, реж. Р. Ибрагимбеков, Валя
- 1978 — «Иванов» А. П. Чехов, реж. Д. Селимова, Саша
- 1979 — «Загнанная лошадь» Ф. Саган, реж. Г. Гюльахмедова-Мартынова, Корали
- 1979 — «На дне» М. Горький, реж. М. Мамедов, Настя
- 1979 — «Ультиматум» Р. Ибрагимбеков, реж. Р. Ибрагимбеков, Коломбина
- 1980 — «Мои надежды», М. Шатров, реж. М. Мамедов, Надя Родионова
- 1982 — «Человек, который платит» И. Жамиак, реж. А. Никольский, Элеонора
- 1982 — «Наедине со всеми» А. Гельман, реж. Г. Гюльахмедова-Мартынова, Наташа
- 1983 — «Варвары» М. Горький, реж. Д. Селимова, Лидия
- 1984 — «Рядовые» А. Дударев, реж. А. Литко, Вера
- 1984 — «В хрустальном дворце» И. Эфендиев, реж. Д. Селимова, Айнур
- 1985 — «О, милый друг!» Ги де Мопассан, реж. Д. Селимова, Клотильда
- 1986 — «Диктатура совести» М. Шатров, реж. Д. Либуркин, Светлана
- 1988 — «Собака» В. Красногоров, реж. Н. Рябов, Она
- 1989 — «Семейный круг» Р. Ибрагимбеков, реж. О. Сафаралиев, Софья Михайловна
- 1989 — «День казни» Ю. Самедоглу, реж. Д. Селимова, Жена
- 1990 — «Отрава» М. Богомольный, реж. А. Шаровский, Джаноцци
- 1990 — «Публике смотреть воспрещается» Ж. Марсан, реж. Д. Селимова, Николь Гиз
- 1991 — «Игра теней» Ю. Эдлис, реж. Б. Лукинский, Клеопатра
- 1992 — «Последний срок» В. Распутин, реж. Р. Алиев, Анна Степановна
- 1992 — «Хочу купить мужа» М. Задорнов, реж. А. Шаровский, Елена Владимировна
- 1993 — «Семья по-французски» Ж. Пуаре, реж. И. Таги-заде, Марлен
- 1993 — «Цепи гименея» Шолом-Алейхем, реж. А. Шаровский, Сонечка
- 1994 — «Филумена Мартурано» Э. де Филиппо, реж. А. Шаровский, Филумена
- 1996 — «Священные чудовища» Ж. Кокто, реж. И. Таги-заде, Эстер
- 1997 — «Ах, Париж, Париж!» Эльчин, реж. А. Нейматов, Вера — в Азербайджанском государственном академическом национальном драматическом театре
- 1998 — «Встретимся на Торговой» В. Неверов, реж. А. Шаровский, Вера
- 1998 — «Недосягаемая» С. Моэм, реж. А. Шаровский, Каролина
- 1999 — «Мужчина по вызову» А. Галин, реж. И. Таги-заде, Сирена
- 2000 — «Плачу вперед» Н. Птушкина, реж. И. Таги-заде, Олимпиада
- 2002 — «Что угодно?» У. Шекспир, реж. И. Таги-заде, Королева, Мальволио
- 2003 — «Странная миссис Сэвидж» Д. Патрик, реж. А. Шаровский, Миссис Сэвидж
- 2004 — «Смешанные чувства» Р. Баэр, реж. А. Шаровский, Кристина Мильман
- 2009 — «Танец семи покрывал» Ю. Ломовцев, реж. Б. Лукинский, Царица Иродиада
- 2009 — «Цветок кактуса» Э. Берроуз, реж. А. Таги-заде, Миссис Дюран — АНТРЕПРИЗА
- 2010 — «Правда — хорошо, а счастье лучше» А. Островский, реж. Б. Лукинский, Мавра Тарасовна
- 2011 — «Покер, деньги и любовь» Т. Морозова-Короткова, реж. Б. Лукинский, Серафима Павловна
- 2013 — «Жениха вызывали, девочки?» А. Иванов, реж. А. Шаровский, Анастасия Михайловна
- 2017 — «Бульвар Сансет» В. Денисов, реж.И.Сафат, Норма Дэсмонд
- 2017 — «Меме» Н. Расулзаде, реж. Э. Мирабдуллаев, Призрак бабушки Меме
- 2018 — «Осенняя соната» И. Бергман, реж. И.Сафат, Шарлотта Андергаст
- 2018 — «В поисках смысла» И. Нетаньяху, реж. И.Сафат, Бетти
- 2019 — «Женщина в ночи», реж. А.Шаровский, Женщина
- 2023 — «Изменить Отелло» Эльчи́н Илья́с оглы Эфенди́ев, реж.И.Сафат, Руководитель театральной труппы

## Фильмография
- 1967 — «Следствие продолжается». Режиссёр Али-Саттар Атакишиев. Киностудия «Азербайджанфильм».
- 1970 — «Ищите девушку». Режиссёр Гасан Сеидбейли.Киностудия «Азербайджанфильм».
- 1972 — «Фламинго, розовая птица». Режиссёр Тофик Таги-Заде. Киностудия «Азербайджанфильм».
- 1987 — Выставка. Режиссёр Марийонас Гедрис. Литовская киностудия.
- 1989 — «Вакантное место». Режиссёр Джахангир Шахмурадов. Киностудия «Азербайджанфильм».
- 1993 — «Выставка». Режиссёры М. Гедрис и А. Шюш. Литовская киностудия.
- 1997 — «По кличке Ика». Режиссёр Тимур Бекир-заде. Киностудия «Азербайджанфильм», «Беларусьфильм».
- 1998 — «Беспокойство». Режиссёр Рамиз Гасаноглу. Телевизионный фильм.
- 2003 — «Истина момента». Режиссёр Рамиз Фаталиев. Киностудия «Азербайджанфильм».
- 2009 — «Кидающий камни». Режиссёр Джавид Имамвердиев.Киностудия «Азербайджанфильм».
- 2011 — «Где адвокат?». Режиссёр Ульвия Кенуль. Киностудия «Азербайджанфильм»

## Книги
- Букет для Духовной. Общество «Книга» Азербайджанской Республики. — Баку, 2005
- Роман с театром. Общество «Книга» Азербайджанской Республики. — Баку, 2014
- Глава "Моя жизнь протекает под знаком любви" (с. 310—325) в книге Б. Багирзаде "Город моей молодости" — Баку, 2020